# Liste von Mühlen an der Gimmlitz
Die Liste von Mühlen an der Gimmlitz gibt eine Übersicht über die historischen Wassermühlen im Gimlitztal („Tal der Mühlen“) unabhängig davon, ob sie noch existieren oder bereits verfallen und abgerissen sind. Es wurden etwa 25 Mühlenstandorte erfasst. Im Oberlauf sind um 1970 durch den Bau der Talsperre Lichtenberg zahlreiche Mühlen abgerissen worden, einige sind umgebaut und dienen anderen Zwecken.
Bei Mühlen, die unter Denkmalschutz stehen, kann über die ID-Nummer der jeweilige Denkmaltext aus der sächsischen Denkmalliste aufgerufen werden. Die historische Bedeutung der Mühlen als Einzeldenkmale ergibt sich aus dem Denkmaltext des Landesamts für Denkmalpflege Sachsen.

## Legende
- Bild: zeigt ein Bild der Mühle und gegebenenfalls zusätzlich einen Link zu weiteren Fotos im Medienarchiv Wikimedia Commons.
- Bezeichnung: Name der Mühle und gegebenenfalls Bauwerksname des Kulturdenkmals
- Lage: Ortsteil bzw. Gemarkung sowie Straßenname und Hausnummer. Der Link Karte führt zur Kartendarstellung.
- Datierung: gibt das Jahr der Fertigstellung oder den Zeitraum der Errichtung an.
- Beschreibung: Angabe baulicher und geschichtlicher Einzelheiten, von Denkmaleigenschaften sowie ehemaligen Besitzern oder Bewohnern der Mühle
- ID: Falls die Mühle ein Kulturdenkmal ist, ist hier die ID-Nr. des Landesamts für Denkmalpflege Sachsen angegeben. Ein ggf. vorhandenes Icon  führt zu den Angaben bei Wikidata.

## Liste von Mühlen im Gimmlitztal
Die Liste der ehemaligen Mühlen ist entsprechend der örtlichen Lage von der Quelle bis zur Mündung in die Freiberger Mulde gegliedert.
| Bild                                    | Bezeichnung                                 | Lage                                            | Datierung | Beschreibung | ID       |
| --------------------------------------- | ------------------------------------------- | ----------------------------------------------- | --------- | --- | -------- |
| Weitere Bilder                          | Schmutzlermühle Hermsdorf                   | Hermsdorf/Erzgeb., Gimmlitztalweg 4-5 (Karte)   |           | ehem. Schmutzlermühle Hermsdorf, ab 1925 Wanderheim und Jugendherberge |          |
| Weitere Bilder                          | Weicheltmühle Reichenau                     | Reichenau, Gimmlitztal 42 (Karte)               | 1807/1853 | ehem. Weicheltmühle Reichenau; Mahlmühle, Ölmühle, Knochenstampfe, Wassermühle mit noch funktionsfähiger Mühlentechnik, Technisches Denkmal. Wohnmühlenhaus und zwei Seitengebäude eines Mühlenanwesens, mit Hofpflasterung, technischer Anlage, Wasserbau und oberschlächtigem Wasserrad sowie Bogenbrücke unterhalb; Wohnmühlenhaus Obergeschoss Fachwerk, in der Mühle Ausstellungsraum mit Mühleninventar sowie Tafel zur Geschichte der Mühle, baugeschichtlich, ortsgeschichtlich und technikgeschichtlich von Bedeutung. | 09277605 |
| Weitere Bilder                          | Müllermühle; Untere Weicheltmühle Reichenau | Reichenau, Gimmlitztal 42b; 42c (Karte)         | um 1800   | ehem. Müllermühle, später Sägewerk. Untere Weicheltmühle Reichenau; Wohnstallgebäude mit Schneidemühle, Remise und ehemaliger Kistenfabrik, ortshistorische Bedeutung. | 09277609 |
| Weitere Bilder                          | Illingmühle Reichenau                       | Reichenau, Gimmlitztal 103 (Karte)              | um 1860   | ehem. Illingmühle Reichenau seit 1791, Sägemühle bis 1989, Wassermühle mit noch funktionsfähiger Mühlentechnik. Mühlenensemble (bestehend aus Schneidemühle, Wohnhaus und Scheune) mit technischer Ausstattung und wassertechnischer Anlage; technisches Denkmal und ortshistorische Bedeutung. | 09277608 |
| Direkt Bild zu diesem Denkmal hochladen | Steinmühle Nassau                           | Nassau (Karte)                                  |           | ehem. Steinmühle Nassau von 1862 bis 1897 an der Kleinen Gimmlitz, genaue Lage unklar (wüst) |          |
| Direkt Bild zu diesem Denkmal hochladen | Finsterbusch-Mühle Frauenstein              | Frauenstein (Karte)                             |           | ehem. Finsterbusch-Mühle Frauenstein, urspr. Silberwäsche, später Ölmühle, unweit der alten Poststraße, genaue Lage unklar (wüst) |          |
| Direkt Bild zu diesem Denkmal hochladen | Kummermühle Frauenstein                     | Frauenstein, Gimmlitztal 6 (Karte)              |           | ehem. Kummermühle Frauenstein (auch Sandmühle), urspr. Silberwäsche, später Sägemühle, jetzt Pension |          |
| Weitere Bilder                          | Alte Silberwäsche und Pochwerk Frauenstein  | Frauenstein, Gimmlitztal (Karte)                | 16. Jh.   | ehem. Alte Silberwäsche und Pochwerk Friedrich August Erbstolln und Friedrich Christoph Erbstolln Frauenstein. Grundmauern von Pochwerk und Erzwäsche mitsamt zentraler Radstube; Reste einer frühen Erzaufbereitungsanlage des Frauensteiner Silbererzbergbaus, von bergbaugeschichtlicher und technikgeschichtlicher Bedeutung. | 09206627 |
|                                         | Ratsmühle Frauenstein                       | Frauenstein, Ratsmühlenweg (Karte)              |           | ehem. Ratsmühle Frauenstein, älteste Frauensteiner Mühle, 1970 abgerissen, genaue Lage unklar (wüst) |          |
| Direkt Bild zu diesem Denkmal hochladen | Walkmühle Frauenstein                       | Frauenstein, Walkmühlenstraße (Karte)           |           | ehem. Walkmühle Frauenstein, 1970 abgerissen, genaue Lage unklar (wüst) |          |
| Direkt Bild zu diesem Denkmal hochladen | Schillermühle Burkersdorf                   | Burkersdorf, (Karte)                            |           | ehem. Schillermühle Burkersdorf, 1970 abgerissen, genaue Lage unklar (wüst) |          |
| Direkt Bild zu diesem Denkmal hochladen | Kempe-Mühle Burkersdorf                     | Burkersdorf (Karte)                             |           | ehem. Kempe-Mühle Burkersdorf, 1970 abgerissen, im Stauraum des Vorbeckens Burkersdorf, genaue Lage unklar (wüst) |          |
| Direkt Bild zu diesem Denkmal hochladen | Obere Mühle oder Erbmühle Burkersdorf       | Burkersdorf (Karte)                             |           | ehem. Obere Mühle oder Erbmühle Burkersdorf, auch Erlermühle, 1970 abgerissen, im Stauraum der Vorsperre Dittersbach, genaue Lage unklar (wüst) |          |
| Direkt Bild zu diesem Denkmal hochladen | Sägemühle Dittersbach                       | Dittersbach (Karte)                             |           | ehem. Sägemühle Dittersbach, 1970 abgerissen, im Stauraum der Vorsperre Dittersbach, genaue Lage genaue Lage unklar (wüst) |          |
|                                         | Alte Spinnerei Lichtenberg                  | Lichtenberg/Erzgeb. (Karte)                     |           | ehem. Mühle, später Spinnerei Lichtenberg (Flachsschwingerei), 1970 abgerissen, im Stauraum der Talsperre Lichtenberg, genaue Lage unklar |          |
| Direkt Bild zu diesem Denkmal hochladen | Steinmühle Lichtenberg                      | Lichtenberg/Erzgeb., Dorfstraße (Karte)         |           | ehem. Steinmühle Lichtenberg, 1970 abgerissen, genaue Lage unklar (wüst) |          |
| Direkt Bild zu diesem Denkmal hochladen | Hornmühle Lichtenberg                       | Lichtenberg/Erzgeb., Dorfstraße 179 (Karte)     |           | ehem. Hornmühle Lichtenberg |          |
| Direkt Bild zu diesem Denkmal hochladen | Stockmühle Lichtenberg                      | Lichtenberg/Erzgeb., Dorfstraße 129 (Karte)     |           | ehem. Stockmühle Lichtenberg. Wohnhaus und Mühlstein; bildprägender Fachwerk-Bau, Bestandteil der alten Dorfstruktur, baugeschichtlich von Bedeutung. | 08980316 |
| Direkt Bild zu diesem Denkmal hochladen | Ölmühle oder Gerichtsmühle Lichtenberg      | Lichtenberg/Erzgeb., Dorfstraße 115 (Karte)     |           | ehem. Ölmühle oder Gerichtsmühle Lichtenberg |          |
| Direkt Bild zu diesem Denkmal hochladen | Obere Mühle Lichtenberg                     | Lichtenberg/Erzgeb., Dorfstraße 111 (Karte)     |           | ehem. Obere Mühle Lichtenberg |          |
| Direkt Bild zu diesem Denkmal hochladen | Mühle Lichtenberg                           | Lichtenberg/Erzgeb., Dorfstraße 90 (Karte)      |           | ehem. Mühle Lichtenberg |          |
| Direkt Bild zu diesem Denkmal hochladen | Mühle Lichtenberg                           | Lichtenberg, Dorfstraße (Karte)                 |           | ehem. Mühle Lichtenberg, genaue Lage unklar |          |
| Direkt Bild zu diesem Denkmal hochladen | Ölmühle Lichtenberg                         | Lichtenberg/Erzgeb., Alte Dorfstraße 15 (Karte) |           | ehem. Ölmühle Lichtenberg |          |
| Direkt Bild zu diesem Denkmal hochladen | Reißmühle oder Niedermühle Lichtenberg      | Lichtenberg/Erzgeb., Dorfstraße 12 (Karte)      |           | ehem. Reißmühle oder Niedermühle Lichtenberg |          |
| Direkt Bild zu diesem Denkmal hochladen | Ölmühle Lichtenberg                         | Lichtenberg/Erzgeb., Dorfstraße 8 (Karte)       | um 1800   | ehem. Ölmühle Lichtenberg; ehemalige Ölmühle mit Mühlentechnik; Obergeschoss Fachwerk, baugeschichtlich, ortsgeschichtlich und technikgeschichtlich von Bedeutung. | 08980345 |